# Niklas Wykman
Niklas Åke Wykman (ur. 10 marca 1981 w Kalmarze) – szwedzki polityk i ekonomista, działacz Umiarkowanej Partii Koalicyjnej, poseł do Riksdagu, minister ds. rynków finansowych w rządzie Ulfa Kristerssona (od 2022).

## Życiorys
W latach 2002–2012 studiował ekonomię, matematykę i statystykę matematyczną na Uniwersytecie Sztokholmskim. W 2013 uzyskał magisterium z ekonomii na Uniwersytecie w Örebro, po czym podjął na tej uczelni studia doktoranckie. Pracował m.in. w administracji gminy Upplands Väsby i jako kierownik zespołu w call center. Zaangażował się w działalność polityczną w ramach Umiarkowanej Partii Koalicyjnej. W latach 2006–2010 pełnił funkcję przewodniczącego jej organizacji młodzieżowej MUF. Od 2010 do 2014 był specjalistą do spraw politycznych w ministerstwie finansów. Zasiadał też w radzie gminy Solna.
W wyborach w 2014 po raz pierwszy uzyskał mandat deputowanego do Riksdagu. Z powodzeniem ubiegał się o poselską reelekcję w 2018 i 2022.
W październiku 2022 objął urząd ministra do spraw rynków finansowych w utworzonym wówczas rządzie Ulfa Kristerssona.